# Вълко Шопов
Вълко Шопов е български общественик.

## Биография
Роден е през 1856 г. в Меричлери. Завършва Американското училище в Пловдив. След това учи химия и естествени науки в Лондон.
Работи като учител в пловдивското училище „Св. св. Кирил и Методий“ и в Девическата гимназия. Шопов е сред учредителите на копринарското дружество „Свила“. През 1883 г. е секретар и преводач на Емили Странгфорд при обиколката ѝ на България след Априлското въстание. Тя му подарява хербарият си от водорасли, събиран от в периода 1843 – 1845 г., докато плава с корабите на баща си по крайбрежието на островите Оркни (Северна Шотландия) и на Ирландия. По-късно Вълко Шопов го предава на Народната библиотека „Иван Вазов“ в Пловдив. През 1893 г. е изпратен като официален представител на България на Международното изложение в Чикаго.
В периода 14 юни 1906 – 2 април 1908 г. е кмет на Пловдив. Два пъти е управител на Търговско-индустриалната камара (1905 – 1908 и 1913 – 1918).